# Открытый чемпионат Венгрии по теннису среди женщин
Открытый чемпионат Венгрии по теннису среди женщин (англ. Hungarian Ladies Open; до 2013 года — Гран-при Венгрии и Гран-при Будапешта) — женский профессиональный теннисный турнир, проходящий в Будапеште в июле на грунтовых кортах. Относится к категории WTA 250 с призовым фондом около 270 тысяч долларов США при турнирной сетке, рассчитанной на 32 участницы в одиночном разряде и 16 пар.

## История
Турнир WTA в Будапеште впервые прошёл в 1993 году. Через два года на тех же кортах прошёл турнир ITF, а год спустя турниры WTA вернулись в Будапешт, с понижением в классификации на одну ступень — с третьей категории до четвёртой. С тех турнир проводится ежегодно.
В 2001 году турнир был ещё раз понижен в классе, до низшей, пятой категории с призовым фондом, ненамного превышающим сто тысяч долларов, но начиная с 2005 года его престиж снова возрастал, и в 2007 году ему была опять присвоена III категория. Через два года, при реорганизации турнирной сетки WTA-тура, Гран-при Будапешта был отнесён к базовой международной категории.
К 2014 году из-за хронических финансовых проблем будапештский турнир выпал из календаря WTA, его место в первую неделю после Уимблдонского турнира занял грунтовый турнир такого же уровня в Бухаресте.
В 2017 году турниру удалось возродится и вновь занять место в туре. Соревнования сменило прописку на зал и хардовые корты. Время проведения турнира было перенесено на февраль.
В 2020 году из-за проблем с организацией турнир не был проведён. В 2021 году турнир вернулся в календарь и проводился уже на открытых грунтовых кортах

## Победительницы и финалистки
Жанетта Гусарова из Словакии и Фанни Штоллар из Венгрии выигрывали турнир в Будапеште четыре раза, все четыре — в парном разряде. Ещё несколько теннисисток выигрывали парный турнир дважды или парный и одиночный турнир по одному разу. Дважды победить в одиночном разряде удавалось трём теннисисткам: израильтянке Анне Смашновой, венгерке Агнеш Савай и бельгийке Алисон ван Эйтванк.
В 2009 году Агнеш Савай стала первой венгеркой, выигравшей турнир в Будапеште в одиночном разряде. Через год она смогла победить вновь. В 2017 году после возвращения турнира победу смогла одержать Тимея Бабош. В парах это четырежды удалось Фанни Штоллар, ещё дважды Петре Мандуле, один раз Агнеш Савай.
Шесть представительниц республик бывшего СССР, Евгения Куликовская, Елена Татаркова, Алиса Клейбанова и Оксана Калашникова, Екатерина Александрова и Вера Звонарёва по одному разу выигрывали парный турнир.

## Финалы турнира
| Год                           | Победительница                                                  | Финалистка                                                      | Счёт в финале                                                   |
| ----------------------------- | --------------------------------------------------------------- | --------------------------------------------------------------- | --------------------------------------------------------------- |
| Hungarian Grand Prix          |                                                                 |                                                                 |                                                                 |
| 2024                          | Диана Шнайдер                                                   | Александра Соснович                                             | 6-4 6-4                                                         |
| 2023                          | Мария Тимофеева                                                 | Катерина Байндль                                                | 6-3 3-6 6-0                                                     |
| 2022                          | Бернарда Пера                                                   | Александра Крунич                                               | 6-3 6-3                                                         |
| 2021                          | Юлия Путинцева                                                  | Ангелина Калинина                                               | 6-4 6-0                                                         |
| Hungarian Ladies Open         |                                                                 |                                                                 |                                                                 |
| 2020                          | Турнир был отменён из-за недоговоренностей по организации с WTA | Турнир был отменён из-за недоговоренностей по организации с WTA | Турнир был отменён из-за недоговоренностей по организации с WTA |
| 2019                          | Алисон ван Эйтванк (2)                                          | Маркета Вондроушова                                             | 1-6 7-5 6-2                                                     |
| 2018                          | Алисон ван Эйтванк                                              | Доминика Цибулкова                                              | 6-3 3-6 7-5                                                     |
| 2017                          | Тимея Бабош                                                     | Луция Шафаржова                                                 | 6-7(4) 6-4 6-3                                                  |
| Hungarian Grand Prix          |                                                                 |                                                                 |                                                                 |
| 2013                          | Симона Халеп                                                    | Ивонн Мойсбургер                                                | 6-3 6-7(7) 6-1                                                  |
| Budapest Grand Prix           |                                                                 |                                                                 |                                                                 |
| 2012                          | Сара Эррани                                                     | Елена Веснина                                                   | 7-5 6-4                                                         |
| 2011                          | Роберта Винчи                                                   | Ирина-Камелия Бегу                                              | 6-4 1-6 6-4                                                     |
| GDF SUEZ Grand Prix           |                                                                 |                                                                 |                                                                 |
| 2010                          | Агнеш Савай (2)                                                 | Патти Шнидер                                                    | 6-2 6-4                                                         |
| 2009                          | Агнеш Савай                                                     | Патти Шнидер                                                    | 2-6 6-4 6-2                                                     |
| Gaz de France Grand Prix      |                                                                 |                                                                 |                                                                 |
| 2008                          | Ализе Корне                                                     | Андрея Клепач                                                   | 7-6(5) 6-3                                                      |
| Budapest Grand Prix           |                                                                 |                                                                 |                                                                 |
| 2007                          | Хисела Дулко                                                    | Сорана Кырстя                                                   | 6-7(2) 6-2 6-2                                                  |
| 2006                          | Анна Смашнова (2)                                               | Лурдес Домингес Лино                                            | 6-1 6-3                                                         |
| 2005                          | Анна Смашнова                                                   | Каталина Кастаньо                                               | 6-2 6-2                                                         |
| 2004                          | Елена Янкович                                                   | Мартина Суха                                                    | 7-6(4) 6-3                                                      |
| 2003                          | Маги Серна                                                      | Алисия Молик                                                    | 3-6 7-5 6-4                                                     |
| Открытый чемпионат Будапешта  |                                                                 |                                                                 |                                                                 |
| 2002                          | Мартина Мюллер                                                  | Мирьям Казанова                                                 | 6-2 3-6 6-4                                                     |
| Colorotex Budapest Grand Prix |                                                                 |                                                                 |                                                                 |
| 2001                          | Магдалена Малеева                                               | Анна Кремер                                                     | 3-6 6-2 6-4                                                     |
| Westel 900 Budapest Open      |                                                                 |                                                                 |                                                                 |
| 2000                          | Татьяна Гарбин                                                  | Кристи Богерт                                                   | 6-2 7-6(4)                                                      |
| 1999                          | Сара Питковски-Малько                                           | Кристина Торренс Валеро                                         | 6-2 6-2                                                         |
| Budapest Lotto Open           |                                                                 |                                                                 |                                                                 |
| 1998                          | Вирхиния Руано Паскуаль                                         | Сильвия Фарина-Элиа                                             | 6-4 4-6 6-3                                                     |
| 1997                          | Аманда Кётцер                                                   | Сабина Аппельманс                                               | 6-1 6-3                                                         |
| 1996                          | Руксандра Драгомир                                              | Мелани Шнелль                                                   | 7-6(6) 6-1                                                      |
| Открытый чемпионат Будапешта  |                                                                 |                                                                 |                                                                 |
| 1993                          | Зина Гаррисон                                                   | Сабина Аппельманс                                               | 7-5 6-2                                                         |

| Год  | Победительницы                                                  | Финалистки                                                      | Счёт в финале                                                   |
| ---- | --------------------------------------------------------------- | --------------------------------------------------------------- | --------------------------------------------------------------- |
| 2024 | Катажина Питер (2) Фанни Штоллар (4)                            | Анна Данилина Ирина Хромачёва                                   | 6-3 3-6 [10-3]                                                  |
| 2023 | Катажина Питер Фанни Штоллар (3)                                | Анна Сискова Джесси Эни                                         | 6-2 4-6 [10-4]                                                  |
| 2022 | Екатерина Горгодзе Оксана Калашникова (2)                       | Катажина Питер Кимберли Циммерманн                              | 1-6 6-4 [10-6]                                                  |
| 2021 | Михаэла Бузарнеску Фанни Штоллар (2)                            | Алёна Большова Тамара Корпач                                    | 6-4 6-4                                                         |
| 2020 | Турнир был отменён из-за недоговоренностей по организации с WTA | Турнир был отменён из-за недоговоренностей по организации с WTA | Турнир был отменён из-за недоговоренностей по организации с WTA |
| 2019 | Екатерина Александрова Вера Звонарёва                           | Хезер Уотсон Фанни Штоллар                                      | 6-4 4-6 [10-7]                                                  |
| 2018 | Хеорхина Гарсия Перес Фанни Штоллар                             | Юханна Ларссон Кирстен Флипкенс                                 | 4-6 6-4 [10-3]                                                  |
| 2017 | Оксана Калашникова Се Шувэй                                     | Галина Воскобоева Арина Родионова                               | 6-3 4-6 [10-4]                                                  |
| 2013 | Андреа Главачкова Луция Градецкая                               | Нина Братчикова Анна Татишвили                                  | 6-4 6-1                                                         |
| 2012 | Жанетта Гусарова (4) Магдалена Рыбарикова                       | Ева Бирнерова Михаэлла Крайчек                                  | 6-4 6-2                                                         |
| 2011 | Анабель Медина Гарригес Алиция Росольская                       | Натали Грандин Владимира Углиржова                              | 6-2 6-2                                                         |
| 2010 | Тимея Бачински Татьяна Гарбин                                   | Сорана Кырстя Анабель Медина Гарригес                           | 6-3 6-3                                                         |
| 2009 | Алиса Клейбанова Моника Никулеску                               | Алёна Бондаренко Катерина Бондаренко                            | 6-4 7-6(5)                                                      |
| 2008 | Жанетта Гусарова (3) Ализе Корне                                | Иоана Ралука Олару Ванесса Хенке                                | 6-7(5) 6-1 [10-6]                                               |
| 2007 | Агнеш Савай Владимира Углиржова                                 | Мартина Мюллер Габриэла Навратилова                             | 7-5 6-2                                                         |
| 2006 | Жанетта Гусарова (2) Михаэлла Крайчек                           | Рената Ворачова Луция Градецкая                                 | 4-6 6-4 6-4                                                     |
| 2005 | Эмили Луа (2) Катарина Среботник                                | Лурдес Домингес Лино Марта Марреро                              | 6-1 3-6 6-2                                                     |
| 2004 | Петра Мандула (2) Барбара Шетт                                  | Вираг Немет Агнеш Савай                                         | 6-3 6-2                                                         |
| 2003 | Петра Мандула Елена Татаркова                                   | Кончита Мартинес Гранадос Татьяна Перебийнис                    | 6-3 6-1                                                         |
| 2002 | Кэтрин Беркли Эмили Луа                                         | Елена Бовина Жофия Губачи                                       | 4-6 6-3 6-3                                                     |
| 2001 | Татьяна Гарбин Жанетта Гусарова                                 | Жофия Губачи Драгана Зарич                                      | 6-1 6-3                                                         |
| 2000 | Любомира Бачева Кристина Торренс Валеро                         | Елена Костанич-Тошич Сандра Начук                               | 6-0 6-2                                                         |
| 1999 | Евгения Куликовская Сандра Начук                                | Лаура Монтальво Вирхиния Руано Паскуаль                         | 6-3 6-4                                                         |
| 1998 | Вирхиния Руано Паскуаль Паола Суарес                            | Каталина Кристя Лаура Монтальво                                 | 4-6 6-1 6-1                                                     |
| 1997 | Аманда Кётцер Александра Фусаи                                  | Елена Вагнер Ева Мартинцова                                     | 6-3 6-1                                                         |
| 1996 | Катрина Адамс Дебби Грэм                                        | Радка Бобкова Ева Мелихарова                                    | 6-3 7-6(3)                                                      |
| 1993 | Каролин Вис Инес Горрочатеги                                    | Патрисия Тарабини Сандра Чеккини                                | 6-1 6-3                                                         |